# Andrea Barbato
Pour les articles homonymes, voir Barbato.
Andrea Barbato (Rome, 7 mars 1934 – 12 février 1996) est un journaliste, écrivain et député italien.

## Biographie
Il commence son métier de journaliste très jeune. À 22 ans il travaille à la BBC. Ensuite, il alterne les collaborations avec la télévision et la presse écrite : envoyé spécial en Afrique et en Extrême-Orient pour il Messaggero, l'Espresso et il Giorno.
En 1968 la Rai fait le choix éditorial de diffuser un journal à la mi-journée : Barbato en sera le premier présentateur. Puis, il collabore avec Tv7 (it), sur Rai Uno et est un des commentateurs du premier atterrissage sur la Lune le 16 juillet 1969. Quand la Rai décide de diffuser une seconde chaîne, c'est encore lui qui est pressenti pour baptiser le journal. À l'époque Barbato appartenait au Parti socialiste italien, en particulier au courant de Riccardo Lombardi.
En 1971 il commence à travailler pour la Stampa ; puis, il devient vice-directeur de la Repubblica.
Il fut parmi les intellectuels qui signèrent un manifeste, publié dans l'Espresso dans lequel le commissaire Calabresi était accusé d'être un tortionnaire et d'être responsable de la mort de l'anarchiste Giuseppe Pinelli.
Il fut directeur de TG2, et de Paese Sera à partir de 1982.
En 1983 il est élu à la chambre des députés, dans le groupe Gauche indépendante.
En 1987 il retourne à la Rai, où il réalise des émissions célèbres, surtout pour Rai Tre : entre autres Cartolina, Italiani et Va' pensiero (it). Il fut aussi auteur de télévision, de théâtre, scénariste et a écrit plusieurs livres.

## Œuvres
- Come si manipola l'informazione : il maccartismo e il ruolo dei media, préface de Furio Colombo, Rome, éd. Riuniti, 1996
- Altre cartoline, Milan, Nuova ERI, 1992
- Lettere aperte, Armando editore, 1989
- A sinistra nella foto, Milan, Rizzoli, 1987
- Il Potere delle parole: come si diventa giornalisti, La Città del sole, 1983
- Nomi e cognomi, Stampatori, 1978
- Nomi e cognomi: appunti su personaggi della cronaca e della politica, Stampatori, 1978
- L'Elezione di Leone, avec Sergio Milani, Napoleone editore, 1972

## Scénariste
- 1969 : À l'aube du cinquième jour (Dio è con noi) de Giuliano Montaldo
- 1969 : Tue-moi vite, j'ai froid (Fai in fretta ad uccidermi... ho freddo!) de Francesco Maselli
- 1973 : Chung Kuo, la Chine (Chung Kuo, Cina) de Michelangelo Antonioni
- 1991 : Una storia semplice d'Emidio Greco